# Линкольн, Бланш
Бланш Ме́йерс Ла́мберт Ли́нкольн (англ. Blanche Meyers Lambert Lincoln; род. 30 сентября 1960, Хелена, Арканзас, США) — американский политик, член палаты представителей США (1993—1997), сенатор от Арканзаса (1999—2011). Сестра режиссёра Мэри Ламберт. Является автором книги «Девять и всё больше» (2000), о женщинах в Сенате США. На момент написания книги, Сенат насчитывал девять женщин, однако когда она была опубликована в 2001-м, число возросло до тринадцати.

## Биография

### Ранние годы
Бланш Ламберт родилась в семье фермеров: её родители занимались выращиванием риса, пшеницы и хлопка.
После окончания средней школы в 1978 году, недолго училась в Университете Арканзаса в Фейетвилле (округ Вашингтон). Там она была членом университетского женского братства Chi Omega. Позже она перешла в женский колледж Рандольфа Макона в Линчберге, штат Вирджиния. В 1982 году Бланш получила степень бакалавра в области биологии.

### Политическая карьера

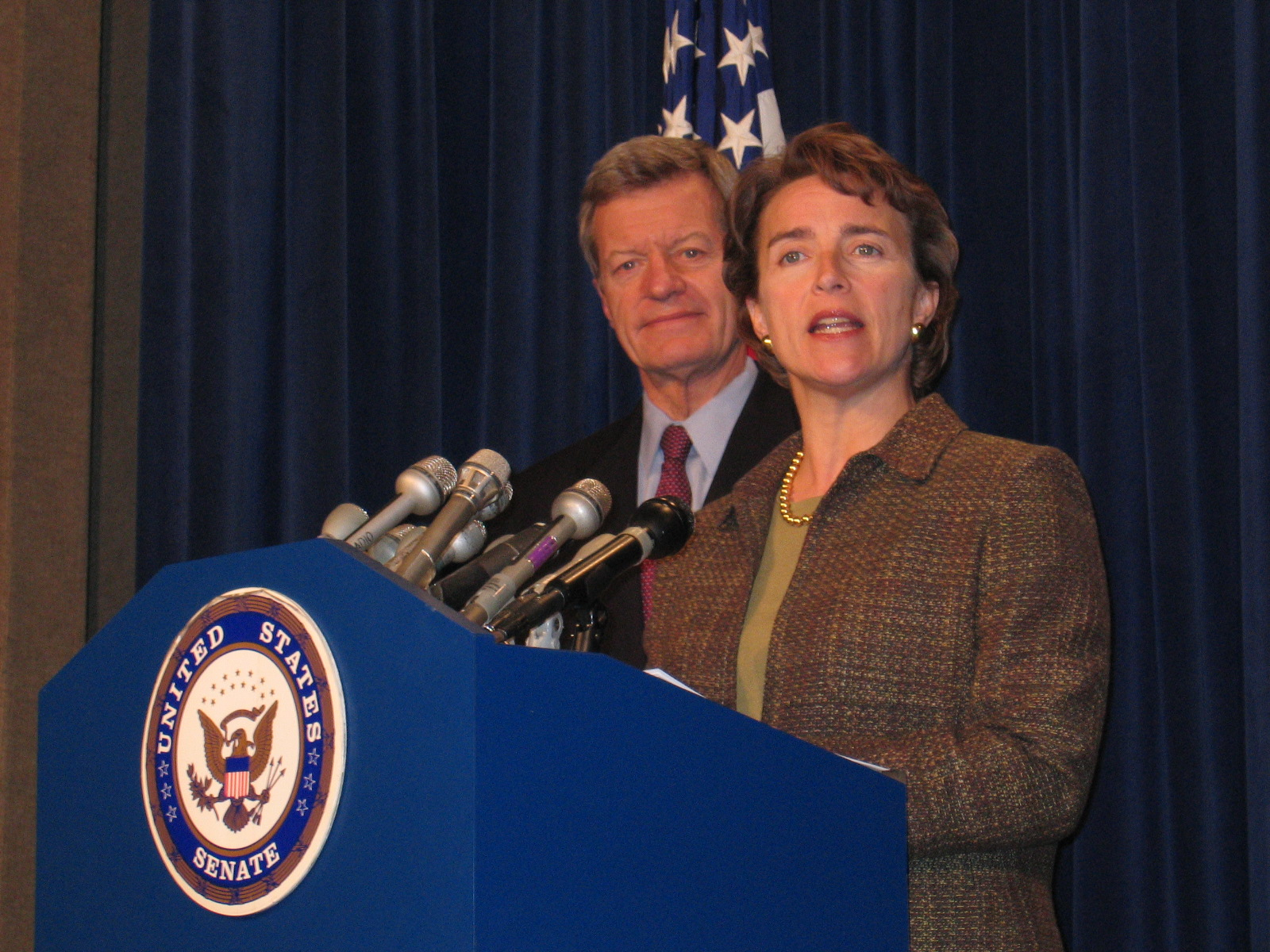
Бланш Линкольн, вместе с сенатором от Монтаны Максом Бокусом, на пресс-конференции (2006)

В 1982 переехала в Вашингтон, где на протяжении двух лет работала помощником конгрессмена Билла Александера. В 1992 году Ламберт вернулась в Арканзас и на праймериз в палату представителей от Демократической партии победила того же Билла Александера. На осенних выборах по 1-му округу штата Бланш собрала 70 % голосов, после чего стала конгрессвумен. В 1993 году вышла замуж за доктора Стива Линкольна.
Проработав в Конгрессе два срока, она решила не выдвигаться на третий.
Бланш вернулась в политику в 1998 году, когда сенатор-демократ от штата Арканзас Дейл Бамперс, близкий друг Билла Клинтона, решил закончить свою политическую карьеру. 3 января 1999, в возрасте 38 лет, Линкольн вступила в должность сенатора от Арканзаса. Бланш уделяла внимание вопросам касающихся работающих семей, ветеранов, селян. В ноябре 2009 года проголосовала против перевезения заключённых из Гуантанамо в США.
В 2010 году проиграла выборы в Сенат США, уступив Джону Бузмену.